# Al-Mansúra
Al-Mansúra (arabsky المنصورة‎) je egyptské město, ležící na severu země v guvernorátu Daqahlíja.

## Poloha města
Al-Mansúra se nachází v nilské deltě na východním břehu ramene řeky Nil. Město se nachází zhruba 120 km severně od hlavního města Egypta Káhiry.

## Historie
Al-Mansúra byla založena v roce 1219 Saladinovým synovcem al-Ádilem I. (též známým pod jménem Safadin) z dynastie Ajjúbovců. Poté, co Egypťani během sedmé křížové výpravy porazili Ludvíka IX., pojmenovali město al-Mansúra. Slovo mansúra v arabštině znamená „vítězná“.
Během sedmé křížové výpravy v roce 1250 byli Kapetovci poraženi a donuceni k ústupu. Na bojišti padlo patnáct tisíc jejich vojáků. Sám Ludvík IX. Francouzský byl v bitvě o Mansúru zajat. Další vítěznou bitvu svedli Egypťané v roce 1973, kdy 14. října v letecké bitvě o al-Mansúru odrazili útok Izraelců. Bitva, která trvala 53 minut, se konala právě nad městem al-Mansúra. I přes početnou a kvalitativní převahu letadel Izraele, bylo sestřeleno 17 izraelských stíhaček. Egypt přišel o šest letadel, přičemž pouze tři sestřelil nepřítel.

## Kultura

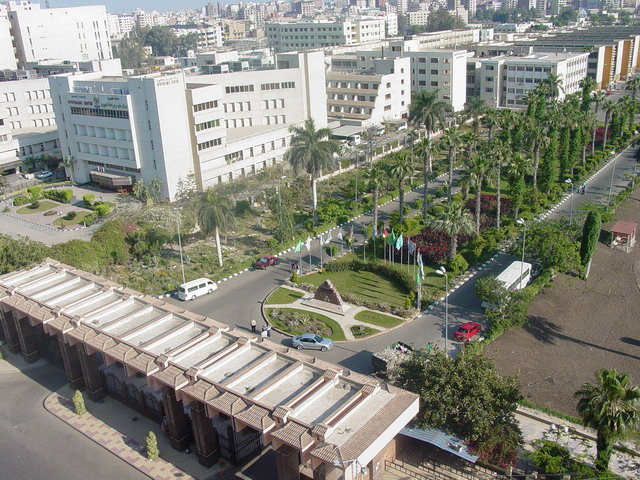
Univerzita v Mansuře

Ve městě se nachází národní muzeum Mansoura National Museum. Budova dříve patřila Ibrahimu ben Lokmanovi, který byl sultánovým tajemníkem, a v roce 1250 zde byl vězněn Ludvík IX., kterého v bitvě o al-Mansúru Egypťané zajali. Muzeum je zaměřeno právě na tuto bitvu a jsou v něm vystaveny zbraně křižáků, oblečení a mapy. Rovněž jsou zde k vidění velké obrazy zobrazující tuto bitvu.
Město je rovněž známo pro svůj architektonický styl, zvláště pak pro Shinnáwího palác, který byl postaven italským architektem v roce 1928. Mešita El-Saleha El-Kebira je jednou z nejvýznamnějších v Mansuře. Mešita byla postavena věrným sultánovým služebníkem a nachází se v ulici Al-Sagha, která odděluje starou část města od moderní Mansury.
Stejně jako Káhira, Alexandrie a Port Said, byla al-Mansúra domovem početné řecké komunity. Ta byla ovšem s nástupem éry prezidenta Gamála Násira donucena z Egypta odejít. Mnohé ze starších a zavedených obchodů v Mansúře stále nese původní řecké názvy.

## Vzdělání
Univerzita v Mansúře byla založena v roce 1962, zpočátku jako pobočka Káhirské univerzity. Univerzitní nefrologické a urologické centrum pod vedením doktora Mohameda Ghonima je považováno za nejlepší ledvinové centrum v Africe a na Středním východě.